# Ricard Cardús
Ricard Cardús (Barcelona, 18 de março de 1988) é um motociclista espanhol, atualmente compete na Moto2 pela KTM Moto2 Test Rider.

## Carreira
Ricard Cardús fez sua estreia na 125cc em 2007. 